# Relaciones Alemania-Perú
Las relaciones Alemania-Perú (en alemán: Beziehungen zwischen Deutschland und Peru) se refieren a las relaciones entre la República Federal de Alemania y la República del Perú. Ambos países son miembros de las Naciones Unidas.
Alemania representa el 0,8 % de la emigración internacional de peruanos al 2013. Asimismo, los alemanes representa el 3.0 % de los inmigrantes en el Perú entre 1994 y 2012. Desde el 15 de marzo de 2016 están exonerados de la visa para los peruanos en el espacio Schengen.

## Historia
Ambos países establecieron relaciones diplomáticas en 1828, siete años después de la Independencia del Perú, y cuando Alemania aún era Prusia. El 5 de octubre de 1917, a causa de la Primera Guerra Mundial, Perú rompió relaciones diplomáticas siendo retomadas el 28 de mayo de 1920.  El 7 de diciembre de 1941, Perú nuevamente rompió relaciones diplomáticas con Alemania a causa de la Segunda Guerra Mundial, siendo posteriormente restablecidas el 31 de enero de 1951 como Alemania del Oeste, o la República Federal de Alemania. En 1972, durante la presidencia del general Juan Velasco Alvarado, Perú estableció relaciones oficiales con Alemania del Este, o la República Democrática Alemana, en medio del establecimiento con demás estados socialistas alrededor del mundo. Sin embargo, y gracias a la reciente Ostpolitik entre ambas Alemanias, Perú continuó teniendo fuertes lazos con la República Federal de Alemania. Las relaciones entre el Perú y la RDA terminaron con su disolución oficial.

## Comercio
Alemania y Perú tiene un acuerdo comercial por medio del Tratado de Libre Comercio entre Perú y la Unión Europea. El acuerdo entró en vigor el 1 de marzo de 2013.

## Visitas de alto nivel
Visitas presidenciales del Perú a Alemania
- Presidente Dina Boluarte (2023)[9]

## Misiones diplomáticas
- Alemania tiene una en embajada en Lima.[10]
- Perú tiene una embajada en Berlín, consulados-generales en Fráncfort del Meno, Hamburgo,  y Múnich.[11]

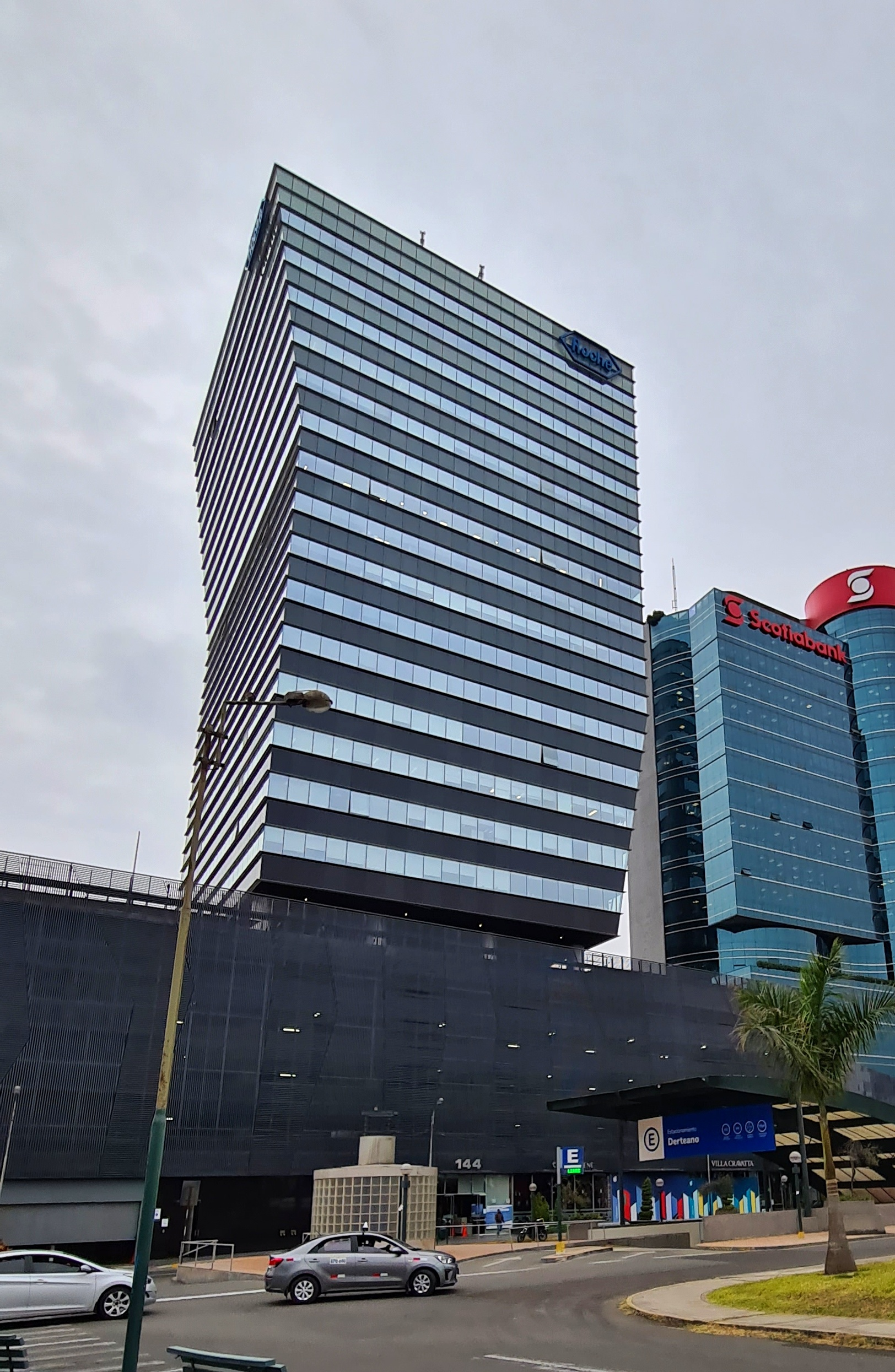
Edificio alojando a la Embajada de Alemania en Lima
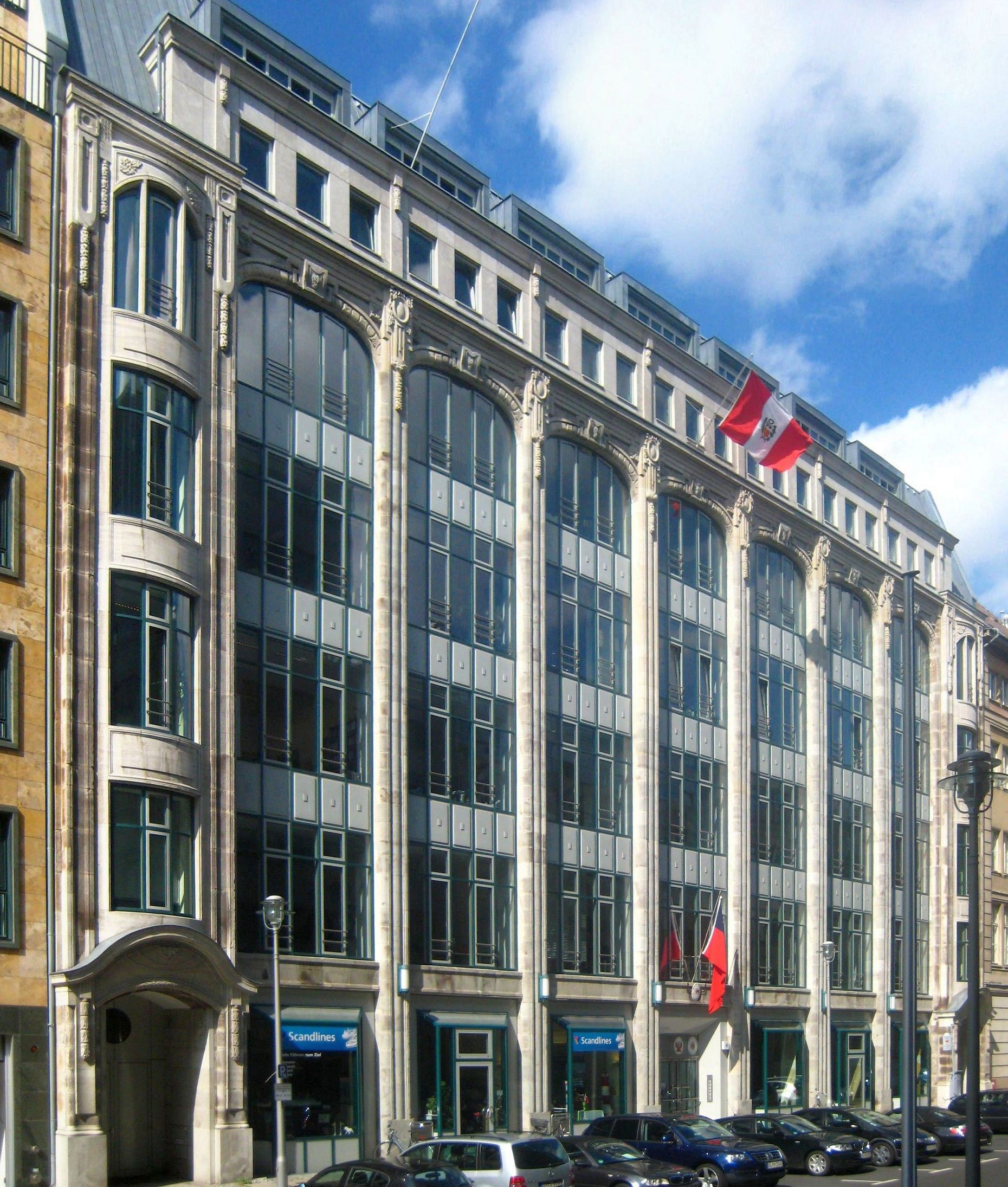
Embajada del Perú en Berlín